# Lucius Domitius Ahenobarbus (Kr. e. 16)
Lucius Domitius Ahenobarbus (? – 25) római politikus, az előkelő, plebeius származású Domitia gens Ahenobarbus-ágához tartozott. Édesapja, Cnaeus, Kr. e. 32-ben consul volt.
Mivel az apja a hadvezér jeles párthíve volt, Luciust Kr. e. 36-ban eljegyezték Marcus Antonius és Octavia lányával, Antoniával. A frigyből született később két leánya, Domitia és Domitia Lepida, valamint fia, Cnaeus Domitius Ahenobarbus, aki 32-ben consul volt, és akinek fia, vagyis Lucius unokája Lucius Domitius Ahenobarbus, a későbbi Nero császár.
Octavianus szívesen látta párthívei között a befolyásos családból származó, és unokahúga révén rokonságba is keveredett Luciust, ennek jeleképp a plebeius család sarját a patriciusok közé emelte. Ennek jelentősége a gazdag és befolyásos ember esetében annyi volt, hogy bizonyos tisztségek betöltése csak e ranggal volt lehetséges.
Kr. e. 22-ben aedilis, Kr. e. 16-ban pedig consul volt. Hivatali éve után a rajnai hadszíntérre került Tiberiust váltva, és mélyebben, még az Elbán is túl nyomult előre a germánok földjén, mint addig bárki más. Suetonius gőgös, kegyetlen, pazarló képet fest róla. Két jellemző történetet is megőrzött róla, mindkettőt aedilis korából. Az egyik szerint ráförmedt az utolsó censorok egyikére, Lucius Munatius Plancusra, hogy adjon neki utat, noha elvileg a censori tisztség volt a legmegbecsültebb magistratura. A másik történet pazarlásaira szolgál példával: minden városnegyedben vadállatokat állított ki, és olyan véres gladiátorviadalokat rendezett, hogy Augustus császárnak kellett visszafognia őt.
Suetonius azonban nem volt kortársa Luciusnak. A kortárs és személyes ismerős Caius Vellius Paterculus egészen mást mond róla: „kiváló és nemesen egyszerű” férfiúként írja le (Vellius II. 72,3), ezért Suetonius adatai fenntartással kezelendők.